# Xuxa Popstar
Xuxa Popstar é um filme de comédia romântica musical brasileiro de 2000 dirigido por Paulo Sérgio de Almeida e Tizuka Yamasaki com roteiro de Vivian Perl e Wagner de Assis. O elenco inclui Xuxa, Luigi Baricelli, Marcos Frota e Isabelle Drummond além de números musicais.
Popstar foi co-produzido pela Warner Bros. Pictures e estreou nos cinemas em 15 de dezembro de 2000. A produção foi assistido por aproximadamente 2.394.326 espectadores.

## Sinopse
Após uma carreira brilhante no exterior, uma top model internacional chamada Nicky volta ao Brasil para encontrar seu príncipe encantado, que ela conheceu através de um chat na internet. No país, ela se transforma numa bem-sucedida empresária da moda na famosa agência Popstar, mas o seu concorrente e admirador JP fará de tudo para atrapalhar a moça.

## Elenco
- Xuxa Meneghel como Nicky Yoner
- Luigi Baricelli como Ricardo / Raio de Luz
- Marcos Frota como JP
- Sílvia Pfeiffer como Vany
- Cláudio Corrêa e Castro como Olímpio
- Cláudia Rodrigues como Mari
- Leonardo Netto como Vitinho
- Luís Salém como Cicinho
- Marcius Chadler como Márcio
- Isabelle Drummond como Juju
- Brunno Abrahão como Lipe
- Andréa Leal como assistente de JP
- Renata Pitanga como assistente de JP

### Participações especiais
- Leonardo como Dado
- Deborah Blando como Mel
- Eliana Fonseca como faxineira
- Andréa Veiga como repórter
- Otávio Mesquita como repórter
- Ana Paula Almeida como produtora de moda
- Mumuzinho como cantor no teste
- Gianne Albertoni como modelo da Popstar
- Douglas Rasmussen como modelo da Popstar
- André Bankoff como modelo da Popstar
- Bruno Cabrerizo como modelo da Popstar
- Theo Becker como modelo da Popstar
- Cássio Reis como modelo da Popstar
- Adriana Bombom como modelo da Popstar
- Sebastian Soul como modelo da Popstar
- Paquitas 2000:
  - Daiane Amêndola como modelo da Popstar
  - Lana Rhodes como modelo da Popstar
  - Stephanie Lourenço como modelo da Popstar
  - Thalita Ribeiro como modelo da Popstar
- É o Tchan!
- KLB
- SNZ
- As Meninas
- Harmonia do Samba
- Os Travessos
- Maurício Manieri
- Carla Diaz como modelo do desfile infantil
- Debby Lagranha como modelo do desfile infantil
- Louise D'Tuani como modelo do desfile infantil

## Produção
Depois de um filme de sucesso para o público adolescente, Xuxa planejou fazer algo para as crianças. Em Xuxa Kid, a loira se tornaria uma menina de 10 anos, algo como o que viria anos depois no longa Xuxa em Sonho de Menina (2007). Na história, a jovem versão da apresentadora, teria a dupla Sandy e Junior como amigos. As gravações foram planejadas para setembro e serão lançadas em dezembro. No entanto, a Globo Filmes decidiu vetar a participação da dupla porque já havia planos de lançar um filme com os irmãos como protagonistas, fato que só veio a acontecer em 2003, com o lançamento do filme Acquaria. Por causa dessa decisão, a história do filme teve que ser completamente alterada e o lançamento de um novo filme foi adiado até março de 2000. Depois que o projeto foi cancelado, Xuxa foi persuadida por sua equipe a fazer um novo filme, com um novo roteiro, que reacenderia seu público adolescente, assim como o anterior, e que a ideia de um filme para o público infantil seria para o próximo ano. Sua empresária então teve a ideia de fazer um filme que pudesse colocar atrações musicais, assim como na anterior, para atrair o público adolescente, que acompanhava a Xuxa em seu programa televisivo Planeta Xuxa. "Em alguns casos, foi possível adicionar as aparições musicais no roteiro, mas muitas entradas foram devido ao convite feito por Marlene no meio das filmagens", diz a roteirista Vivian Perl. Diler Trindade define as inserções de números musicais (num filme não musical) como um "casamento estratégico" entre a indústria cinematográfica e fonográfica. "Precisamos repetir o feito da indústria da música, que detém 80% do mercado, contra 20% dos artistas estrangeiros. Vivian Perl diz que a gerente da Xuxa, Marlene Mattos, colocou os números musicais no filme depois de conduzir pesquisas sobre os grupos musicais mais populares. As gravações começaram em setembro de 2000.
Segundo a apresentadora, o filme relata um pouco da história que ela viveu quando passou três meses nos Estados Unidos no início de sua carreira de modelo. "É muito difícil enfrentar a falta do seu país. Sentimos falta de tudo e temos uma hora que parece voltar", disse ele. Mas não foi apenas este aspecto que Xuxa quis mostrar com o filme. Segundo ela, a intenção era mostrar o glamour que existe na profissão, mas, ao mesmo tempo, aproximar-se da realidade, mostrando as dificuldades da carreira. "Eu queria reunir um pouco da vida glamourosa que todo mundo quer com as dificuldades que existem para alcançar esse sonho", disse ele. Segundo o apresentador, ser modelo, atriz e jogador de futebol é o sonho da maioria das crianças. A dedução veio de uma pesquisa em que a produção tomou como base para realizar o filme.
Xuxa disse que o filme não é necessariamente para o público infantil, mas para a família. O grande orgulho da equipe, segundo Xuxa, foi fazer um filme "que traz uma mensagem importante para as crianças". "Fizemos uma pesquisa e descobrimos que os meninos querem ser jogadores de futebol e meninas, modelos e cantoras. Acho importante que eles saibam que é preciso muita cabeça para não cair no lado ruim da profissão, que tem drogas, prostituição".
O filme não foge ao padrão das produções cinematográficas de Xuxa, não faltam números musicais - que, muitas vezes, surgem sem conexão com a trama - e muito merchandising. Os grupos Harmonia do Samba, As Meninas, Os Travessos, KLB, SNZ e É o Tchan: e os cantores Maurício Manieri e Deborah Blando participaram do filme. Com pouco roteiro e excessos, o filme tem excessivo merchandising de marcas de empresas, ou gravadoras. Na entrevista, Xuxa, emocionada, agradece aos artistas que participaram do filme "sem cobrar dinheiro", apenas pela boa vontade de estar no filme. O filme também conta com aparições inusitadas do apresentador Otávio Mesquita, do cantor Leonardo e da modelo Gianne Albertoni. Também estão presentes Sílvia Pfeifer, Cláudia Rodrigues e o veterano Cláudio Corrêa e Castro. Segundo Vivian Perl, que escreveu a história em parceria com Elizeu Ewald, o número musical serve para "ilustrar um momento de introspecção" do protagonista.
Os atores Thiago Lacerda, Marcello Antony e Reynaldo Gianecchini foram convidados a interpretar Ricardo o par romântico de Xuxa no filme, mas nenhum deles puderam aceitar, e o papel acabou sendo interpretado por Luigi Baricelli. A cena do beijo entre Nick e Raio de Luz foi repetida dezenas de vezes. A interpretação foi tão intensa que na época alguns tabloides chegaram a publicar que não havia um beijo técnico e que Xuxa e Luigi Baricelli teriam um relacionamento amoroso. Os dois negaram a relação, mas Xuxa confirmou que o beijo não foi técnico.

## Trilha sonora
Ao contrário do filme anterior, Popstar não teve sua trilha sonora lançada em CD ou qualquer outro formato. No entanto, um álbum promocional foi lançado pela Abril Music com 3 músicas que estiveram presentes no filme: O Rodo (Harmonia do Samba), Seamisai (Deborah Blando) e a música tema Popstar (Maurício Manieri).
- "PopStar" - Maurício Manieri
- "Não Olhe Assim" - Leonardo
- "Shake Shake (Shaky Shaky)" - Xuxa
- "Bate Tchan" - É o Tchan!
- "Ô Rodo - Harmonia do Samba
- "Tô Te Filmando" - Os Travessos
- "Um Dia Pra Nós" - Os Travessos
- "Ela Não Está Aqui" - KLB
- "Tapa Aqui, Descobre Ali" - As Meninas
- "Seamisai" - Deborah Blando
- "Venha Dançar" - SNZ
- "Mais e Mais" - Marcos Chadler

## Lançamento e promoção
Xuxa promoveu o filme em uma coletiva de imprensa em São Paulo em que disse que "Requebra fosse um recorde de bilheteria, tenho certeza que o mesmo acontecerá com Popstar". O filme estreou em 15 de dezembro de 2000, A TV Globo reservou quatro salas de um complexo de cinemas no Rio para a exibição, em 6 de janeiro de 2001, de Popstar. Os funcionários da estação serão convidados a ocupar o público em troca de alimentos que foram cedidos a ONGs.

## Recepção

### Crítica
Xuxa Popstar recebeu critícas negativa dos críticos. Marcelo Forlani escreveu em seu site Omelete: "No verão de 1999/2000, Xuxa Requebra obteve a maior bilheteria de produções nacionais, apostando na mesma formula que a Rainha dos Baixinhos decidiu colocar um novo produto nos cinemas, Produto, sim, pois este longa-metragem não tem roteiro e só serve como uma enorme prateleira onde são expostos as novas mercadorias da marca Xuxa. Um abuso à inteligência do espectador e ao bom gosto, tamanha a cara de pau como tudo é mostrado, sempre em primeiro plano, deixando os próprios personagens em posições secundárias.... Da "elaboração do roteiro" até à sua conclusão decorreram apenas algumas semanas, mas não há desculpas para a falta de criatividade apresentada.
O crítico Celso Sabadin escreveu que "Pop Star não pode ser considerado um filme ruim. Porque não é um filme, é apenas um monte de videoclipes feitos para grupos populares. A proposta básica é clara: ganhar dinheiro. Nada mais".

### Bilheteria
Xuxa Popstar em menos de um mês já havia sido visto por mais de 1 milhão de pessoas. O filme liderou o ranking de maior público nos cinemas brasileiros em 2001, após 40 semanas da estreia de Popstar. Apesar de não liderar a lista de maior bilheteria do ano, a rainha dos baixinhos continuou na frente de todas as superproduções do verão com vários espectadores. Xuxa Popstar foi assistido por mais de 2,38 milhões de pessoas. O filme nacional foi o grande campeão de bilheteria brasileiro em 2001. Xuxa Popstar levou 2,3 milhões de telespectadores para os cinemas, superando a marca do ano anterior da rainha dos baixinhos, quando Xuxa Requebra foi visto por cerca de 2 milhões de pessoas. O concorrente mais próximo de Xuxa Popstar é The Mummy Returns, que foi assistido por 2,26 milhões de brasileiros. O filme se tornou o filme recordista brasileiro. Pela primeira vez em mais de uma década, um filme brasileiro terminou o ano como campeão de bilheteria nos cinemas do país.
Xuxa Popstar teve um orçamento de 2,8 milhões de reais, o maior para um filme de Xuxa, até o lançamento de Xuxa e os Duendes, que teve um orçamento de 3,8 milhões de reais. O filme arrecadou mais de 9 milhões de reais.